# BIIK Kazygurt
Il BIIK Kazygurt è una società di calcio femminile kazaka con sede nella città di Şımkent. Milita nel massimo campionato kazako femminile di calcio. Il club viene fondato nel 2009 sulla base dell'organico dell'Alma-KTZh, squadra di Almaty, appena scioltasi.

## Palmarès
- Campionato kazako femminile: 18

2004, 2005, 2006, 2007, 2008, 2011, 2013, 2014, 2015, 2016, 2017, 2018, 2019, 2020, 2021, 2022, 2023, 2024
- Coppa del Kazakistan femminile: 13

2007, 2008, 2010, 2011, 2012, 2013, 2014, 2015, 2016, 2017, 2018, 2019, 2020
- Supercoppa del Kazakistan femminile: 1

2013

## Statistiche

### Risultati nelle competizioni UEFA
| Stagione | Competizione     | Fase                     | Avversario           | Risultato | Risultato | Risultato |
| Stagione | Competizione     | Fase                     | Avversario           | andata    | ritorno   | aggregato |
| -------- | ---------------- | ------------------------ | -------------------- | --------- | --------- | --------- |
| 2012-13  | Champions League | gironi di qualificazione | Pärnu                | 3-0       | 3-0       | 3-0       |
| 2012-13  | Champions League | gironi di qualificazione | Spartak Subotica     | 2-0       | 2-0       | 2-0       |
| 2012-13  | Champions League | gironi di qualificazione | NSA Sofia            | 4-0       | 4-0       | 4-0       |
| 2012-13  | Champions League | sedicesimi di finale     | Røa                  | 0-4       | 0-4       | 0-8       |
| 2014-15  | Champions League | sedicesimi di finale     | 1. FFC Francoforte   | 2-2       | 0-4       | 2-6       |
| 2015-16  | Champions League | sedicesimi di finale     | Barcellona           | 1-1       | 1-4       | 2-5       |
| 2016-17  | Champions League | gironi di qualificazione | Wexford Youths       | 3-1       | 3-1       | 3-1       |
| 2016-17  | Champions League | gironi di qualificazione | Criuleni             | 3-0       | 3-0       | 3-0       |
| 2016-17  | Champions League | gironi di qualificazione | Gintra Universitetas | 3-0       | 3-0       | 3-0       |
| 2016-17  | Champions League | sedicesimi di finale     | Verona               | 3-1       | 1-1       | 4-2       |
| 2016-17  | Champions League | ottavi di finale         | Paris Saint-Germain  | 0-3       | 1-4       | 1-7       |
| 2017-18  | Champions League | gironi di qualificazione | Sporting Lisbona     | 2-1       | 2-1       | 2-1       |
| 2017-18  | Champions League | gironi di qualificazione | Hajvalia             | 1-0       | 1-0       | 1-0       |
| 2017-18  | Champions League | gironi di qualificazione | MTK Hungária         | 3-0       | 3-0       | 3-0       |
| 2017-18  | Champions League | sedicesimi di finale     | Glasgow City         | 3-0       | 1-4       | 4-4 (gfc) |
| 2017-18  | Champions League | ottavi di finale         | Olympique Lione      | 0-7       | 0-9       | 0-16      |

## Organico

### Rosa 2020
Rosa, ruoli e numeri di maglia come da sito UEFA, aggiornati al 17 dicembre 2020.
| N. |                         | Ruolo | Calciatrice            |
| -- | ----------------------- | ----- | ---------------------- |
| 1  | Kirghizistan (bandiera) | P     | Angelina Gaier         |
| 2  | Stati Uniti (bandiera)  | C     | Stasianne Marie Mallin |
| 5  | Kazakistan (bandiera)   | C     | Yekaterina Babshuk     |
| 6  | Kazakistan (bandiera)   | C     | Madina Zhanatayeva     |
| 7  | Georgia (bandiera)      | A     | Gulnara Gabelia        |
| 8  | Kazakistan (bandiera)   | C     | Kamila Kulmagambetova  |
| 9  | Kirghizistan (bandiera) | A     | Alina Litvinenko       |
| 10 | Stati Uniti (bandiera)  | D     | Brenna Connell         |
| 12 | Stati Uniti (bandiera)  | D     | Shannon Marie Mccarthy |
| 13 | Kazakistan (bandiera)   | C     | Karina Zhumabaikyzy    |

| N. |                        | Ruolo | Calciatrice              |
| -- | ---------------------- | ----- | ------------------------ |
| 14 | Zambia (bandiera)      | A     | Racheal Kundananji       |
| 15 | Kazakistan (bandiera)  | D     | Yekaterina Krasyukova    |
| 18 | Stati Uniti (bandiera) | D     | Kennedy Mae Rose         |
| 19 | Kazakistan (bandiera)  | D     | Alexandra Burova         |
| 20 | Kazakistan (bandiera)  | D     | Mariya Demidova          |
| 21 | Kazakistan (bandiera)  | A     | Saule Karibayeva         |
| 22 | Serbia (bandiera)      | C     | Marija Ilić              |
| 23 | Stati Uniti (bandiera) | D     | Brooke Gabrielle Denesik |
| 99 | Kazakistan (bandiera)  | P     | Oksana Zheleznyak        |

### Rosa 2017
Rosa e numeri come da sito UEFA.
| N. |                         | Ruolo | Calciatrice           |
| -- | ----------------------- | ----- | --------------------- |
| 1  | Kazakistan (bandiera)   | P     | Madina Shoikina       |
| 2  | Stati Uniti (bandiera)  | D     | Brooke Dunnigan       |
| 5  | Kazakistan (bandiera)   | D     | Yekaterina Babshuk    |
| 6  | Camerun (bandiera)      | C     | Annette Jacky Messomo |
| 7  | Georgia (bandiera)      | A     | Gulnara Gabelia       |
| 8  | Kazakistan (bandiera)   | C     | Madina Zhanatayeva    |
| 9  | Kirghizistan (bandiera) | A     | Alina Litvinenko      |
| 10 | Kazakistan (bandiera)   | C     | Adilya Vyldanova      |
| 11 | Kazakistan (bandiera)   | A     | Saule Karibayeva      |
| 12 | Camerun (bandiera)      | D     | Josephine Ngandi      |
| 13 | Kazakistan (bandiera)   | A     | Svetlana Bortnikova   |
| 14 | Russia (bandiera)       | D     | Kristina Maškova      |
| 15 | Kazakistan (bandiera)   | D     | Yekaterina Krasyukova |

| N. |                        | Ruolo | Calciatrice           |
| -- | ---------------------- | ----- | --------------------- |
| 16 | Kazakistan (bandiera)  | C     | Ksenia Khairulina     |
| 17 | Kazakistan (bandiera)  | D     | Ulbosin Zholchiyeva   |
| 18 | Kazakistan (bandiera)  | D     | Yulia Myasnikova      |
| 19 | Nigeria (bandiera)     | A     | Chinwendu Ihezuo      |
| 20 | Nigeria (bandiera)     | A     | Charity Adule         |
| 21 | Kazakistan (bandiera)  | C     | Begaim Kirgizbaeva    |
| 22 | Ucraina (bandiera)     | D     | Dar"ja Kravec'        |
| 23 | Kazakistan (bandiera)  | C     | Yuliya Nikolayenko    |
| 24 | Stati Uniti (bandiera) | C     | Kaelyn Korte          |
| 35 | Kazakistan (bandiera)  | P     | Alexandra Grebenyuk   |
| 55 | Kazakistan (bandiera)  | C     | Asselkhan Turlybekova |
| 99 | Kazakistan (bandiera)  | P     | Oksana Zheleznyak     |